# 名東郡
名東郡（日语：／ Myōdō gun */?）是位于德島縣東部的郡。
現僅轄有1村：
- 佐那河內村

過去的轄區還包括現在的德島市包括市中心的大部分地區。

## 歷史
最初屬於名方郡的一部份，896年名方郡被分割為名東郡及名西郡兩郡。
過去阿波國的國府位於本郡（現在的德島市國府町府中地區），為阿波國的政治中心。

### 年表
- 1889年10月1日：施行市制和町村制，德島市從名東郡分出獨立設置為市，此時名东郡下辖：冲洲村、斋津村、加茂村、加茂名村、新居村、北井上村、南井上村、国府村、八万村、上八万村、佐那河内村。（11村）
- 1908年7月1日：国府村改制为國府町。（1町10村）
- 1915年11月10日：加茂名村改制为加茂名町。（2町9村）
- 1926年4月1日：冲洲村和斋津村被并入德岛市。（2町7村）
- 1933年4月1日：加茂村改制为加茂町。（3町6村）
- 1937年4月1日：加茂名町和八万村被并入德岛市。（2町5村）
- 1937年10月1日：加茂町被并入德岛市。（1町5村）
- 1952年1月1日：新居村改制为新居町。（2町4村）
- 1955年1月1日：（1町4村）
  - 新居町被并入德岛市。
  - 名西郡入田村的部份地區被編入国府町。
- 1955年2月1日：国府町、北井上村、南井上村合并为新設置的国府町。（1町2村）
- 1955年2月11日：上八万村被并入德岛市。（1町1村）
- 1967年1月1日：国府町被并入德岛市。（1村）

### 變遷表
| 1889年10月1日 | 1889年 - 1926年         | 1926年 - 1954年         | 1926年 - 1954年          | 1955年 - 1989年         | 1955年 - 1989年          | 1955年 - 1989年         | 1989年 - 现在 | 现在   |
| ------------- | ----------------------- | ----------------------- | ------------------------ | ----------------------- | ------------------------ | ----------------------- | ------------- | ------ |
| 德岛市        | 德岛市                  | 德岛市                  | 德岛市                   | 德岛市                  | 德岛市                   | 德岛市                  | 德岛市        | 德岛市 |
| 冲洲村        | 1926年4月1日 并入德岛市 | 德岛市                  | 德岛市                   | 德岛市                  | 德岛市                   | 德岛市                  | 德岛市        | 德岛市 |
| 斋津村        | 1926年4月1日 并入德岛市 | 德岛市                  | 德岛市                   | 德岛市                  | 德岛市                   | 德岛市                  | 德岛市        | 德岛市 |
| 加茂名村      | 1915年11月10日 加茂名町 | 1937年4月1日 并入德岛市 | 德岛市                   | 德岛市                  | 德岛市                   | 德岛市                  | 德岛市        | 德岛市 |
| 八万村        |                         | 1937年4月1日 并入德岛市 | 德岛市                   | 德岛市                  | 德岛市                   | 德岛市                  | 德岛市        | 德岛市 |
| 加茂村        | 加茂村                  | 1933年4月1日 加茂町     | 1937年10月1日 并入德岛市 | 德岛市                  | 德岛市                   | 德岛市                  | 德岛市        | 德岛市 |
| 新居村        | 新居村                  | 新居村                  | 1952年1月1日 新居町      | 1955年1月1日 并入德岛市 | 德岛市                   | 德岛市                  | 德岛市        | 德岛市 |
| 上八万村      | 上八万村                | 上八万村                | 上八万村                 | 上八万村                | 1955年2月11日 并入德岛市 | 德岛市                  | 德岛市        | 德岛市 |
| 名西郡入田村  | 名西郡入田村            | 名西郡入田村            | 名西郡入田村             | 1955年1月1日 併入德島市 | 1955年1月1日 併入德島市  | 德岛市                  | 德岛市        | 德岛市 |
| 名西郡入田村  | 名西郡入田村            | 名西郡入田村            | 名西郡入田村             | 1955年1月1日 併入国府町 | 1955年2月1日 国府町      | 1967年1月1日 并入德岛市 | 德岛市        | 德岛市 |
| 国府村        | 1908年7月1日 国府町     | 1908年7月1日 国府町     | 1908年7月1日 国府町      | 1908年7月1日 国府町     | 1955年2月1日 国府町      | 1967年1月1日 并入德岛市 | 德岛市        | 德岛市 |
| 北井上村      |                         |                         |                          |                         | 1955年2月1日 国府町      | 1967年1月1日 并入德岛市 | 德岛市        | 德岛市 |
| 南井上村      |                         |                         |                          |                         | 1955年2月1日 国府町      | 1967年1月1日 并入德岛市 | 德岛市        | 德岛市 |
| 佐那河内村    |                         |                         |                          |                         |                          |                         |               |        |